# Serra do Mar
La serra do Mar est une formation montagneuse du sud du Brésil. Elle s'étend sur 1 500 km le long du littoral atlantique, de l'État de l'Espírito Santo au sud de Santa Catarina, passant par les États de Rio de Janeiro, de São Paulo et du Paraná.
Ses reliefs sont assez variés. Ils peuvent être très escarpés ou ne s'élever que peu au-dessus des hauts-plateaux environnants.
Son point culminant se trouve à 2 366 m d'altitude, au Pico Maior de Friburgo, dans l'État de Rio de Janeiro.
Une partie de la serra do Mar est couverte par la forêt atlantique (en portugais, mata atlântica).

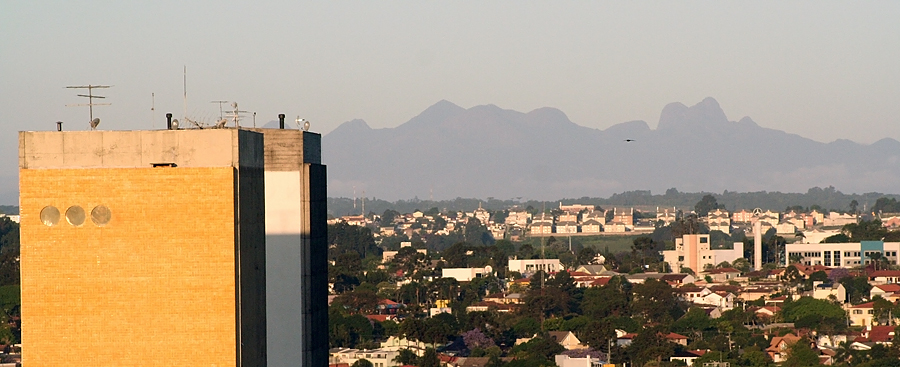
La serra do Mar vue depuis le centre de Curitiba, capitale de l'État brésilien du Paraná.